# Jablanica (Republika Serbska)
Jablanica (cyr. Јабланица) – wieś w Bośni i Hercegowinie, w Republice Serbskiej, w mieście Sarajewo Wschodnie, w gminie Trnovo. W 2013 roku liczyła 257 mieszkańców.